# The Nutcracker Prince
The Nutcracker Prince (O Príncipe Encantado no Brasil e O Príncipe quebra-nozes em Portugal) é um filme de animação de 1990 feita por Lacewood Productions e lançado pela Warner Bros. Family Entertainment. O filme foi dirigido por Paul Schibli e baseado na história do quebra-nozes e o rei rato de E.T.A. Hoffmann e influenciado por sua adaptação de balé. O filme apresenta as vozes de Kiefer Sutherland como o Príncipe quebra-nozes, Megan Follows como Clara, e Peter Boretski como Tio Drosselmeier. Música da rendição de Pytor Ilyich Tchaikovsky balando é usada ao longo do filme como trilha sonora instrumental principal.

## Sinopse
A família da Clara estão comemorando a noite antes do Natal. Clara está com ciúmes porque sua irmã, Luisa, tem um namorado, deixando a Clara sensação de azul até o excêntrico tio Drosselmeier chega em sua casa com presentes especiais: um castelo de brinquedo totalmente automatizada para todos e um quebra-nozes de Clara. Ao dar-lhe o quebra-nozes, Drosselmeier ela conta uma história sobre como o quebra-nozes veio a se tornar o Príncipe dos bonecos. 

### A história do quebra-nozese
Em um Reino distante, havia um rei e uma rainha que tinha uma bela filha chamada princesa Perlipat. Para comemorar o aniversário do rei, a rainha mandou um bolo especial feito de queijo azul, favorito do rei. No entanto, o cheiro de queijo azul chamou fora todos os ratos, o que comem e destroem o bolo. O rei estava furioso e ordenou a seu inventor, cujo nome também passou a ser Drosselmeier, capturar todos os ratos. Drosselmeier e seu sobrinho Hans tiveram sucesso em capturar todos os ratos excepto a rainha Mouse e seu único filho. 
Em vingança, a rainha do Mouse lançou um feitiço sobre Perlipat, fazendo-a tornar-se terrivelmente feio. Drosselmeier mais uma vez foi dada a tarefa de descobrir como curá-la. Eventualmente, ele aprendeu que a lendária Krakatooth porca pode curá-la, com a condição de que ele é rachado aberto nos dentes de um jovem que não está usando botas. O Rei ordena que todos os príncipes e nobres a aplicar, a promessa da recompensa de ser capaz de se casar com Perlipat, uma vez que ela está curada. No entanto, o Krakatooth é tão difícil que dentes da todos os homens quebrar ao tentar quebrá-la. 
Drosselmeier está prestes a ser punido por ser possível cura Perlipat quando Hans passos. Ele consegue quebrar a porca abrir entre seus dentes e dá-lhe a Perlipat. A rainha do Mouse, que é irritado com isso, lança um feitiço sobre Hans, transformando-o em Príncipe dos bonecos. Hans desmorona e se transforma em um quebra-nozes. Durante o tumulto, cauda do filho da rainha o Mouse é capturada da estátua caída e sua cauda torna-se dobrado. Também a rainha de Mouse é esmagada por uma estátua, deixando seu filho para se tornar o rei de Mouse. Drosselmeier é exilado do Reino para tentar passar um "quebra-nozes como genro", enquanto o rei e a rainha comemoram com sua filha curada.

### Vingança do rei rato
Clara está chateada com a história para seu final infeliz, mas é consolada quando Drosselmeier diz a ela que o feitiço pode ser quebrado. Naquela noite, quando todos tem ido dormir, Clara ventures para a sala de estar para dançar com seu quebra-nozes. De repente chega o rei rato, com a intenção de obter sua vingança sobre o quebra-nozes para sua cauda ferido. O quebra-nozes e todos os bonecos na sala ganham vida para combater o exército do rei rato. A primeira batalha é interrompida brevemente quando joga Clara seu chinelo para o rato rei antes de ele pode queimar o quebra-nozes, embora ela fica ferido-se, perder a consciência para o resto da noite enquanto os brinquedos (fora da tela) reverter para a forma como foram. Na manhã seguinte, ela tenta contar a mãe sobre a batalha, apenas para ser contada para descansar e não ouvir qualquer mais histórias de fadas imediatamente.
Na noite seguinte, o rei rato retorna, irritado em que Clara fez. Antes que ele poderia ir após o quebra-nozes, mais uma vez, Clara engana ele, prendendo-lhe brevemente para o momento. No entanto, quando ela recupera o brinquedo adormecido, o próprio rei rato confronta, ameaçando livrar seu gatinho, Pavlova, se ela não entregar o quebra-nozes. De repente, os brinquedos mais uma vez despertam. O quebra-nozes e o rei rato então batalha um ao outro um em um. O rei rato é supostamente derrotado, quando ele é esfaqueado no peito e cai da árvore de Natal, enquanto o exército sem liderança de ratos a fugir. Quando os brinquedos ver que Pantaloon, um dos generais do Nutcracker, foi ferido em combate, eles têm que retornar para a terra dos bonecos para reanimá-lo. Clara é então encolhida até tamanho boneca graças à magia do Drosselmeier.

### Terra dos bonecos
Clara segue para os brinquedos, a terra dos bonecos, que está no castelo do Drosselmeier brinquedo. Uma vez que eles estão lá, danças de Clara com o quebra-nozes, que pede a ela para ficar com ele. Clara infelizmente recusa, dizendo que ela tem que voltar para casa e crescer. Como os bonecos começam a girar para trás em brinquedos inanimados, um rei moribundo do Mouse chega para uma última chance a vingança. Clara consegue mantê-lo na baía, e eventualmente ele cai o Castelo de brinquedo para o rio abaixo.

### A casa novamente
Clara acorda para encontrar-se volta para casa, e não há nenhum sinal dos eventos que ela experimentou exceto declaração de seu irmão, que a família descobriu um rato morto perto do castelo. Ela corre para a oficina do tio Drosselmeier e pede-lhe para dizer-lhe se o conto de fadas que ele tinha dito que ela é verdadeiro. Clara é silenciada de repente quando um rapaz entra na sala, carregando um relógio. Drosselmeier apresenta o menino como Hans, quem Clara reconhece como sendo seu quebra-nozes em forma humana.